# C15H10O9
化学式C15H10O9（摩尔质量：334.23 g/mol）可能指：
- 七羟基黄酮，见条目页
- 伍兹试剂，CAS号：1047-14-9

|  | 这个同类索引页列出了具有相同分子式的化学物（即同分異構體）条目。 除非您是有意链接至本页，否则应将相应条目的内部链接指向正确的条目。 |